# Debi Nova
Deborah Nowalski Kader, född 6 augusti 1980, mer känd under sitt artistnamn Debi Nova, är en costaricansk sångare.

## Karriär
År 2004 släppte hon singeln "One Rhythm" som blev en hit i USA på dansmusikslistorna. Hon återvände år 2010 med singeln "Drummer Boy" som också den blev framgångsrik i USA. Samma år släppte hon även debutalbumet Luna Nueva som placerade sig på två av Billboards listor. Albumets andra singel var "Something to Believe In" med Citizen Cope. Hon har även gjort samarbeten med Franco de Vita, Boney James och Illa J.

## Diskografi

### Album
- 2010 - Luna Nueva

### Singlar
- 2004 - "One Rhythm"
- 2010 - "Drummer Boy"
- 2010 - "Something to Believe In" (feat. Citizen Cope)